# Chevrolet Corvette (C4)
Cet article concerne la quatrième génération de Chevrolet Corvette. Pour des informations plus générales, voir Chevrolet Corvette.

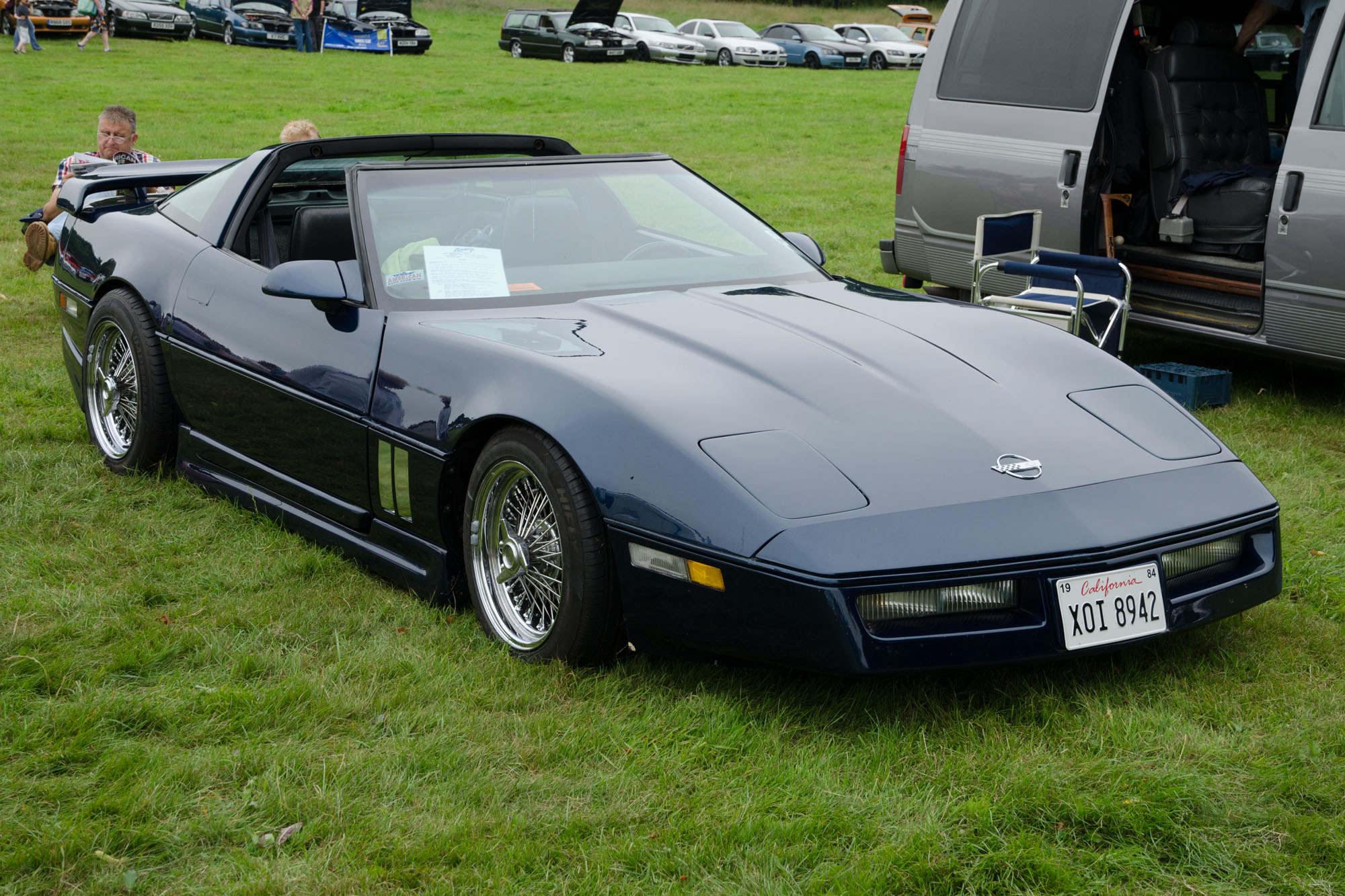
Chevrolet Corvette C4 de 1984.

La Chevrolet Corvette (C4) est une voiture de sport produite par le constructeur automobile américain Chevrolet de 1984 à 1996. Le cabriolet est revenu, tout comme des moteurs plus performants, comme en témoigne le LT5 de 380 ch (280 kW) que l'on trouve dans la ZR-1. Début mars 1990, la ZR-1 établit un nouveau record de vitesse terrestre sur 24 heures et 8 000 km en dépassant une vitesse moyenne de 282 km/h. Les prix ont augmenté et les ventes ont diminué, malgré un tout nouveau châssis, un style plus élégant et moderne et d'autres améliorations apportées au modèle. La dernière C4 a été produite le 20 juin 1996.

## Aperçu
La Corvette C4 représentait une rupture nette avec la C3 conçue par  Zora Arkus-Duntov, avec un châssis entièrement nouveau et un style plus élégant, plus moderne mais toujours évolutif. C'était le travail d'une équipe dirigée par le concepteur en chef de la Corvette Dave McLellan, qui avait succédé à Duntov en 1975. À la différence des panneaux en fibre de verre de ses prédécesseurs, les pare-chocs arrière et les panneaux de la C4 étaient faits par moulage des plastiques, un composé de moulage en feuille. Le coupé C4 fastback a été la première Corvette de production générale à avoir un hayon en verre (l'édition limitée Edition Collector de 1982 étant la première Corvette équipée de cette fonction) pour un meilleur accès de stockage. Le panneau de toit en fibre de verre ou éventuellement en acrylique transparent était amovible. La Corvette C4 était livrée en standard avec un tableau de bord électronique avec un groupe d'instruments d'affichage à cristaux liquides numériques. Il affichait une combinaison de graphiques numériques pour la vitesse et le régime, des graphiques pour le niveau de carburant et des affichages numériques pour d'autres fonctions importantes du moteur.
Étant donné que la réglementation sur les émissions était encore en évolution et que la gestion électronique du moteur en était à ses balbutiements, la puissance de sortie du moteur était faible par rapport aux générations précédentes. L'accent principal mis sur la conception au lancement était donc axé sur la maniabilité et le freinage, avec une suspension et des roues légères entièrement indépendantes et de tous nouveaux freins avec étriers en aluminium. La suspension avant a vu les ressorts hélicoïdaux de la C3 remplacés par un ressort mono-lame transversal en fibre de verre, qui ne représentait que 1/3 du poids des ressorts hélicoïdaux tout en introduisant un effet de barre anti-roulis à l'avant. Le prix de cette insistance sans faille sur la maniabilité était le confort de conduite, en particulier avec la finition de performance et de maniabilité Z51. Le tarage des ressorts hélicoïdaux a été assoupli pour le modèle de 1985. La C4 n'utilisait pas de construction de carrosserie sur châssis distincte comme ses prédécesseures. Au lieu de cela, elle utilisait ce que GM appelé un « uniframe », qui se composait d'un cadre de périmètre traditionnel, avec les montants de porte, le cadre de pare-brise, le cadre halo en forme de U au-dessus des sièges et la partie arrière du bac de plancher intégré dans un ensemble soudé. Ce n'était pas un ensemble monocoque, car aucun des panneaux de carrosserie extérieurs n'était un élément structurel. En raison d'une décision de style d'utiliser un toit targa au lieu d'un toit en T, aucun élément structurel n'attachait le cadre du pare-brise au halo comme sur la C3. Cela nécessitait des rails latéraux extrêmement hauts sur le cadre pour maintenir la rigidité du châssis, et en conséquence, les seuils de porte étaient assez profonds, avec une entrée et une sortie comparées par les journaux automobiles contemporains à une expérience de « tomber pour rentrer et grimper pour sortir ». Le toit targa boulonné sur place, devenait un composant structurel, plutôt que d'être simplement fixé comme sur les toits en T[réf. nécessaire]. Le frein de stationnement, situé entre le seuil de la porte et le siège conducteur, a été déplacé plus bas et vers l'arrière de la voiture en 1987 pour faciliter l'entrée et la sortie.
De l'année modèle 1984 (disponible en janvier 1984) à 1988, la Corvette était disponible avec une transmission Doug Nash « 4 + 3 » — une boîte manuelle à 4 vitesses couplée à une boîte automatique à surmultiplication sur les trois derniers rapports. Cette transmission inhabituelle était une synergie qui a permis à la Corvette de garder une robuste boîte 4 vitesses, mais d'ajouter une surmultiplication. À mesure que la technologie progressait, elle a été remplacée par une boîte de vitesses manuelle moderne ZF à 6 rapports. Cependant, la performance de la C4 a été entravée par son moteur L98 de 253 ch (186 kW) jusqu'en 1992, lorsque le small-bloc Chevrolet de deuxième génération, le LT1 304 ch (224 kW), a été introduit, améliorant nettement les performances de la C4. 1996 a été un point culminant du développement des moteurs small-bloc et du LT4 de 335 ch (246 kW) qui a été introduit dans toutes les voitures équipées d'une transmission manuelle à six vitesses. Le LT4 produisait une puissance maximale à 5 800 tr/min et un couple de 461 N m à 4 500 tr/min. Alors que le LT4 était disponible dans n'importe quelle Corvette, il a été mis en évidence dans la finition Grand Sport de 1996.
La Corvette de 1986 a vu la réintroduction du cabriolet et a été nommée pace car pour les 500 miles d'Indianapolis. 1986 a également vu l'introduction du système antivol passif Pass Key I, dans lequel chaque clé contenait une pastille spéciale qui pouvait être détectée et identifiée par le système informatique de la voiture en détectant la résistance électrique. Étant au début du déploiement de cette nouvelle technologie, il n'y avait que 15 valeurs de résistance différentes disponibles. Une fois que les voleurs ont découvert cette faiblesse, cela a considérablement réduit la valeur de ce système débutant.
Seuls 43 prototypes et modèles de pré-production de la Corvette ont été fabriquées avec un Vehicle Identification Number (VIN) en 1983. Aucune n'a été mis à la disposition du public en tant que véhicules de production officiels. Toutes ont été détruites sauf une, le VIN 1G1AY0783D5100023 (blanc avec un intérieur bleu moyen), équipé d'un moteur V8-L8 (350 CI) de 208 ch (153 kW) et d'une transmission automatique à 4 vitesses. Elle été exposée au-dessus de l'entrée de l'usine pendant des années jusqu'à sa restauration et est maintenant exposée au National Corvette Museum de Bowling Green. Le retard du modèle de 1983 était dû à des problèmes de qualité des fournisseurs de pièces et à des changements sur la chaîne de production. GM a décidé d'annuler le modèle de production de l'année 1983 et a commencé tôt les Corvette de l'année modèle 1984. La production régulière de l'année modèle 1984 a commencé le 3 janvier 1983 et la livraison aux clients a commencé en mars 1983. Les modèles de 1984 ont été produites pendant 17 mois.

## ZR-1 (1990-1995)
General Motors a acquis en 1986 Lotus Group, un consultant en ingénierie basé au Royaume-Uni et une entreprise de fabrication de voitures de performance. La division Corvette a approché Lotus avec l'idée de développer la voiture de production la plus rapide au monde, basée sur la génération C4 de la Corvette. Avec la contribution de GM, Lotus a conçu un nouveau moteur pour s'adapter à la place du V8 L98 qui alimentait la C4 standard. Le résultat a été ce que GM surnommé le LT5, un V8 à bloc aluminium avec les mêmes cotes d'alésage que le L98, mais avec quatre arbres à cames en tête et 32 soupapes. Lotus a également conçu un système de gestion d'air unique pour le moteur afin de fournir une plage de puissance plus large en coupant 8 des 16 conduits d'admission et injecteurs de carburant lorsque le moteur était à mi-régime, tout en donnant à la ZR-1 une puissance de 380 ch (280 kW) à plein régime. En plus du moteur, Lotus a aidé GM à concevoir les systèmes de freinage et de direction améliorés de la ZR-1 (qui, en version prototype, s'appelait King of the Hill). La ZR-1 est équipé de pneus Goodyear Eagle Gatorback de taille 315/35 ZR-17 spécialement conçus pour la voiture ainsi que de freins à disque ventilés plus gros. En raison du moteur et de la carrosserie plus lourds ainsi que des pneus larges, la ZR-1 est plus lourde de 91 kg que la Corvette C4 standard. La ZR-1 était équipé de série du système d'avertissement de basse pression des pneus UJ6 ainsi que d'un système ABS fabriqué par Bosch. Le système de suspension FX3 a été conçu par Bilstein et était similaire au système utilisé dans la Porsche 959, mais avec des modifications apportées par la division Formule 1 de Lotus. Le système utilisait un amortisseur mixte gaz/huile dont l'axe central, creux, était équipé d'un clapet réglable qui contrôle le débit d'huile dans l'amortisseur. Le système permettait six réglages d'amortissement dans chacun des trois modes de conduite, à savoir Touring, Sport et Performance. Des servomoteurs couplés à un microprocesseur régissaient la vitesse du véhicule et ajustaient le système de suspension en conséquence.
Le moteur LT5 de 5,7 litres à 32 soupapes unique à la voiture avait un entraxe d'alésage de 111,76 mm, qui a été maintenue en réduisant l'alésage de 101,6 à 99,06 mm tandis que la course été augmentée de 88,39 à 92,96 mm. Les alésage de cylindre du bloc tout aluminium étaient recouvertes de Nikasil (NIckel et CArbure de SILicium) et un carter d'huile en fonte d'aluminium. Le carter est doté de chapeaux de palier principal en fonte à quatre et six boulons qui maintiennent le vilebrequin en acier forgé en place. Les quatre arbres à cames du moteur sont entraînés par une chaîne à rouleaux et actionnent des poussoirs hydrauliques qui éliminent le réglage du jeu des soupapes. Les chambres de combustion à quatre soupapes sont dotées de bougies d'allumage situées au centre qui agissent en combinaison avec des pistons en aluminium bombés permettant un taux de compression de 11,0:1. Le moteur contenait 12 litres d'huile, 7 de plus que le moteur L98. Le moteur utilise un allumage direct : quatre bobines allument deux bougies d'allumage simultanément, après avoir reçu leur signal par un capteur de vilebrequin agissant en combinaison avec l'ECM (unité de contrôle du moteur spécifique au moteur). L'avance et le retardement des étincelles sont contrôlés électroniquement par l'ECM, qui obtient des informations supplémentaires par un capteur de cliquetis. Un système de refroidissement amélioré intégrant un radiateur 15 % plus grand, garantissait que la température de fonctionnement du moteur restait la même que celle du L98 malgré les différences de construction et de fonctionnement.
Afin de transférer efficacement la puissance aux roues arrière, une transmission manuelle à 6 vitesses unique fabriquée par ZF a été installée avec le nom de code ML9. La transmission utilisée le Computer Aided Gear Selection (CAGS) qui indiquait au conducteur de passer de la première à la quatrième vitesse dans des conditions de conduite urbaine à faible puissance par exemple. La transmission a un rapport d'entraînement final de 3,33:1.
Les autres modifications extérieures comprennent un panneau de toit en acrylique à revêtement dur et sept couleurs extérieures supplémentaires. L'intérieur est équipé de série avec des sièges sport en cuir et d'un système audio Delco / Bose.
Les performances testées par le magazine Road & Track incluent un temps d'accélération de 0 à 97 km/h en 4,9 secondes (0-60mph), un quart de mile (402 m) en 13,4 secondes et une distance de freinage de 40 m à 97 km/h et de 71 m à 129 km/h avec une accélération latérale sur skidpad de 0,94 g. La vitesse maximale de la voiture testée par le magazine s'élevait à 288 km/h.
GM a constaté que le moteur nécessitait un assemblage spécial et que ni l'usine Corvette de Bowling Green, ni aucune autre de leurs installations de standard ne pouvait gérer la production, Mercury Marine corporation de Stillwater a été mandaté pour assembler les moteurs dans leur division moteur « bateau de Croisière » en raison de leur expérience dans le travail de l'aluminium, et les expédiait à l'usine Corvette de Bowling Green où les ZR-1 étaient assemblés. La fabrication du moteur comprenait 95 % d'usinage réalisés à l'usine Mercury Marine. Le moteur a été en grande partie assemblé à la main et a effectué des tests sur banc dynamomètre avant d'être envoyé à Chevrolet. Mercury Marine a réalisé deux versions du moteur V8 LT5. Ces moteurs étaient utilisés dans la ZR-1 appartenant au président de la société et dans un hors-bord sur mesure appelé « Wet Vette ». Le moteur a été modifié pour être utilisé dans le bateau et avait une puissance accrue de 426 ch (313 kW).
La ZR-1 a été présenté au Salon international de l'automobile de Genève en 1989 et a été mis en vente plus tard cette année-là. Elle n'était alors disponible qu'en version coupé fastback avec un toit targa. Elle se distinguait des autres coupés Corvette par sa train arrière élargi, ses roues arrière de 11 pouces de large et son nouveau bouclier arrière convexe avec quatre feux arrière de forme carrée avec un badge ZR-1 rouge spécial entre les deux.
La ZR-1 affichait des capacités avancées à la fois en termes d'accélération et de maniabilité, mais coûtait très cher pour de telles performances. Le prix de base de la ZR-1 (380 ch (280 kW)) était de 58 995 $ US, soit près du double du coût d'une version de base (253 ch (186 kW)) et était passé à 66 278 $ en 1995 ; certains concessionnaires ont réussi à vendre des modèles atteignant 100 000 $. Même au prix de base, la ZR-1 était dans la même fourchette de prix que des voitures comme la Porsche 964, ce qui rendait difficile la vente pour les concessionnaires GM.
En 1990, le modèle de base de 1991 et la ZR-1 de 1991 ont reçu des mises à jour de la carrosserie, de l'intérieur et des roues. Le bouclier arrière convexe qui distinguait la ZR-1 de 1990 du modèle de base a été adopté par tous les modèles en 1991, ce qui rendait la ZR-1 très chère encore moins reconnaissable. D'autres modifications ont été apportées l'année suivante en 1991, y compris des badges ZR-1 supplémentaires sur les ailes avant et l'introduction de l'Acceleration Slip Regulation (ASR) ou contrôle de traction. Pour l'année modèle 1993, des modifications conçues par Lotus ont été apportées aux culasses, au système d'échappement et à la transmission du LT5, ce qui a porté la puissance de 380 à 411 ch (280 à 302 kW) à 5 800 tr/min et 522 N m de couple à 5 200 tr/min. De plus, un nouveau système de recirculation des gaz d'échappement a amélioré le contrôle des émissions. Le modèle est resté presque inchangé pour l'année modèle 1995, après quoi la ZR-1 a été abandonnée en raison d'un intérêt décroissant, du développement des moteurs de la série LS, des coûts de fabrication et de l'introduction prochaine de la génération C5. Au total, 6 939 modèles ZR-1 ont été fabriqués au cours d'une période de commercialisation de six ans. Ce n'est qu'avec la Z06 de 2001 basée sur la C5 que Chevrolet aura une autre Corvette de production capable de correspondre aux performances de la ZR-1.
Bien que la ZR-1 fût extrêmement rapide pour son temps (0-97 km/h) en 4,4 secondes, et plus de 290 km/h, les performances énormes du moteur LT5 ont été souligné par sa robustesse sans faille. Pour preuve, une ZR-1 de série a établi sept records internationaux sur une piste d'essai à Fort Stockton, Texas, le 1er mars 1990, performances vérifiées par la Fédération Internationale de l'Automobile (FIA) pour le groupe II, catégorie classe 11, :
- 160 km à 282,601 km/h
- 800 km à 282,445 km/h
- 1 600 km à 280,715 km/h
- 5 000 km à 282,778 km/h (record du monde)
- 8 000 km à 279,690 km/h (record du monde)
- 12 heures d'endurance à 282,477 km/h
- 24 heures d'endurance à 283,059 km/h pour 3 793,453 km (record du monde)

Ces records ont ensuite été battus par la Volkswagen W12, un concept car unique qui n'est jamais entré en production.

### Prototype ZR-1 Active Suspension (1990)
Le prototype Active Suspension était basé sur la ZR-1, mais elle comprend une suspension hydraulique active emprunté à la voiture de course Corvette GTP. Elle a été développée comme prototype pour une édition limitée produite dans l'année modèle 1990.
25 véhicules à suspension actifs ont été construites à l'usine de Bowling Green.
Un prototype a été vendu en 2009 à la vente aux enchères Barrett-Jackson Palm Beach pour 60 000 $ (avant la prime de l'acheteur),.

## Double turbo Callaway B2K
La B2K était une alternative haute performance à la Corvette standard offerte par les voitures Callaway sous licence Chevrolet de 1987 à 1991. Elle était disponible chez les concessionnaires Chevrolet si le client avait sélectionné l'option « RPO B2K » sur la feuille de spécifications de commande. Chevrolet a approché Callaway pour offrir une telle option après avoir vu la puissance de sortie que la société de tuning a pu extraire de manière fiable des moteurs V6 Alfa Romeo à double turbocompresseur modifiés. La voiture était livrée avec une garantie Chevrolet normale ainsi qu'une garantie supplémentaire un an, 19 000 km de Callaway Cars. La conversion coutait 26 995 $ US de plus que le prix d'un modèle Corvette de base. La conversion consistait à retirer le moteur de la voiture et à effectuer un ensemble complet de modifications ainsi qu'à installer deux turbocompresseurs. Le résultat a été un moteur évalué à 387 ch (285 kW). La voiture a été classée comme une Corvette standard par l'EPA, elle n'était donc pas soumise à des exigences d'enregistrement supplémentaires. Plus de 500 voitures ont été soumises à la conversion,.
Un dérivé de la Corvette double turbo, la Callaway SledgeHammer de 892 ch (656 kW), a enregistré une vitesse de 410 km/h sur la piste du Transportation Research Center dans l'Ohio, ce qui en faisait la voiture la plus rapide à l'époque.

## Éditions spéciales

### Cabriolet Pace Car
Un cabriolet jaune était la pace car pour les 500 miles d'Indianapolis en 1986. Cela a marqué le retour du style de carrosserie convertible, absent de la gamme Corvette depuis 1975. Toutes les 7 315 Corvettes convertibles de 1986 (avec toutes les couleurs extérieures) avaient une identification sur la console « Indy 500 Pace Car ».

### 35th Anniversary
L'édition 35th Anniversary de 1988, également connue sous le nom de « Triple White Corvette » est un coupé Corvette fastback blanc avec des roues blanches et un intérieur blanc (y compris les sièges et le volant). Elle dispose également d'un toit noir amovible et est tout équipée, y compris de ses propres emblèmes uniques. La voiture 35th Anniversary est la 2e Corvette sérialisée dans l'histoire de la production de la Corvette C4, chaque voiture recevant une plaque numérotée et gravée sur la console. 2 050 voitures ont été construites et 180 d'entre elles étaient des voitures à transmission manuelle, ce qui en fait un modèle rare et de collection.
En 2009, la maison de vente aux enchères de Palm Beach à Barrett-Jackson a mis en vente l'une des premières Corvette 35th Anniversary avec option Z01 avec seulement 1 098 km. Le moteur 350/245 était couplé à une rare boîte manuelle à 4 vitesses (MMF), une option choisie par seulement 19 % des propriétaires. Pendant 21 ans, la voiture été stockée dans un environnement à température contrôlée. La voiture a été vendue au prix de 41 250 $, commission incluse. Cela bat facilement le prix élevé d'une édition 35th Anniversary de 32 100 $ vendue lors d'une vente aux enchères RM tenue en 1998 à Monterey.

### 40th Anniversary
La finition 40th Anniversary de 1993 était disponible sur tous les modèles. Elle comprenait une peinture métallisée Ruby Red et des sièges sport en cuir Ruby Red, ainsi que des garnitures et des emblèmes spéciaux. 6 749 ont été vendus à un coût supplémentaire de 1 455 $ US. Tous les sièges en cuir ont l'emblème 40th brodé en raison d'une erreur sur les dessins envoyés au fournisseur du siège.

### Festival/Parade Car du Brickyard 400
En 1994, vingt-cinq (25) Corvette Convertible ont été livrées à l'Indianapolis Motor Speedway pour être utilisées lors de la première course du Brickyard 400. Les Corvette ont été principalement utilisées pour présenter les 43 pilotes de NASCAR dans un tour de parade avant le début de la course lors de l'introduction des pilotes. Il y avait treize cabriolets rouges et douze cabriolets noirs utilisés, et la plupart transportaient deux pilotes pour le tour, avec leurs noms affichés sur les capots. Elles ont également transporté des dignitaires de la NASCAR, civils et des fabricants sur d'autres tours de parade, des gens comme « the King » Richard Petty, Bobby Allison, et le maire d'Indianapolis Stephen Goldsmith. On ne sait pas combien de ces voitures existent toujours en « tenue de cérémonie », car de nombreux concessionnaires ont retirer les graphiques lorsqu'ils ont reçu les voitures après la course.

### Pace Car de l'Indianapolis
En 1995, un cabriolet C4 était à nouveau le pace car des 500 miles d'Indianapolis 500, et une édition spéciale Pace Car a été offerte. 527 ont été construites.

### Grand Sport
Chevrolet a lancé la version Grand Sport (GS) en 1995 pour marquer la fin de la production de la Corvette C4. Le surnom « Grand Sport » est un clin d'œil au modèle Grand Sport original produit en 1963. Un total de 1 000 Corvette GS ont été produites, 810 coupés et 190 cabriolets. La GS de 1996 est équipée du moteur V8 LT4 haute performance, développant 335 ch (246 kW) et 461 N m de couple. La Grand Sport est venue uniquement en Admiral Blue avec une bande blanche au milieu, des roues noires à 5 rayons, deux « marques hacher » rouges sur le passage de roue avant côté conducteur et une garniture de siège spéciale offrant un look distinctif. La Grand Sport a également des pneus plus larges et les coupés étaient équipés de petits élargisseurs d'ailes arrière. La C4 Grand Sport avait également un code VIN unique par rapport au C4 standard.

### Collector Edition
La Collector Edition de 1996 était la dernière des Corvette C4, tout comme la Collector Edition de 1982 était la dernière des C3. Elle comprenait la peinture Sebring Silver, des roues en alliage argent à 5 rayons, des emblèmes et des garnitures de siège spéciaux. Sur les 5 412 construites, 4 031 étaient des coupés et 1 381 étaient des cabriolets. Elle couté 1 250 $ de plus que le modèle Corvette de base.